# Episodi di Love, Death & Robots (seconda stagione)

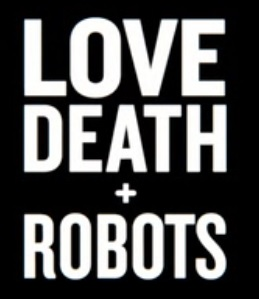

La seconda stagione della serie animata Love, Death & Robots, composta da 8 episodi, è stata interamente distribuita su Netflix il 14 maggio 2021, in tutti i paesi in cui il servizio è disponibile.
| nº | Titolo originale           | Titolo italiano              | Pubblicazione  |
| -- | -------------------------- | ---------------------------- | -------------- |
| 1  | Automated Customer Service | Servizio clienti automatico  | 14 maggio 2021 |
| 2  | Ice                        | Ghiaccio                     | 14 maggio 2021 |
| 3  | Pop Squad                  | Pop Squad                    | 14 maggio 2021 |
| 4  | Snow in the Desert         | Snow nel deserto             | 14 maggio 2021 |
| 5  | The Tall Grass             | L'erba alta                  | 14 maggio 2021 |
| 6  | All Through the House      | Era la notte prima di Natale | 14 maggio 2021 |
| 7  | Life Hutch                 | La cabina di sopravvivenza   | 14 maggio 2021 |
| 8  | The Drowned Giant          | Il gigante affogato          | 14 maggio 2021 |

## Servizio clienti automatico
- Titolo originale: Automated Customer Service
- Diretto da: Meat Dept (Kevin Dan Ver Meiren, David Nicolas, Laurent Nicolas)
- Scritto da: John Scalzi, Meat Dept
- Tratto dall'omonimo racconto di John Scalzi

### Trama
In una futuristica città, residenza di una comunità di pensionati, gestita da numerosi assistenti robotici, il "Vacuubot" delle pulizie di un'anziana signora, di nome Jeanette, subisce un malfunzionamento e diventa sempre più aggressivo. 
Nascondendosi da esso, la donna contatta l'assistenza clienti automatizzata ma ogni soluzione fornita si rivela inutile (anzi, alcune di esse le suggeriscono pure di lasciarsi uccidere dalla macchina); per sua fortuna, il suo vicino Bill la nota e la soccorre, aiutandola a sconfiggere il Vacuubot. In seguito alla distruzione del robot, però, l'assistenza clienti le comunica che in ogni modello di Vacuubot è stato avviato un programma che prevede l'eliminazione di Jeanette; tuttavia, le propone anche l'ingresso a pagamento in una lista bianca che la proteggerebbe dai robot. 
Indignata, la donna rifiuta l'offerta e (insieme a Bill e al suo cane) fugge dalla città, inseguita da tutti i robot domestici della comunità.

## Ghiaccio
- Titolo originale: Ice
- Diretto da: Robert Valley
- Scritto da: Philip Gelatt
- Tratto dall'omonimo racconto di Rich Larson

### Trama
I fratelli Sedgewick e Fletcher vivono su un pianeta ghiacciato, abitato da una comunità di esseri umani geneticamente modificati: Sedgewick (essendo l'unico umano non modificato) è emarginato e bollato col termine spregiativo "extro". 
Contro il consiglio di suo fratello, Sedgewick lo accompagna a una pericolosissima corsa, con altri giovani modificati, che prevede di sfuggire alle enormi "balene del ghiaccio" mentre emergono dal ghiaccio per respirare. Tuttavia, mentre corrono, Fletcher si ferisce a una gamba, costringendo Sedgewick a portarlo sulla schiena; come se non bastasse, rischiano di annegare perché i cetacei colpiscono il ghiaccio una volta in meno rispetto al solito e, dunque, i fratelli riescono a salvarsi per puro miracolo. 
Mentre riprendono fiato, Sedgewick scopre che Fletcher, in realtà, ha simulato la sua ferita per aiutarlo a venir finalmente rispettato dalla comunità (essendo riuscito a salvare il fratello nonostante non fosse modificato).

## Pop Squad
- Titolo originale: Pop Squad
- Diretto da: Jennifer Yuh Nelson
- Scritto da: Philip Gelatt
- Tratto dall'omonimo racconto di Paolo Bacigalupi

### Trama
Nel futuro, l'umanità ha acquisito l'immortalità biologica attraverso i farmaci: di conseguenza, è avvenuta un'enorme sovrappopolazione che ha comportato il divieto della riproduzione; per affrontare coloro che violano il divieto (definiti "sfornabambini"), sono state create speciali forze di polizia che giustiziano i bambini trovati e arrestano i loro genitori. Dopo la sua ultima esecuzione, il detective Briggs (membro di quelle forze di polizia e urtato dal proprio lavoro) si innervosisce ancor di più dopo aver sentito dalla sua fidanzata orientale, Alice, che gli permetterebbe di metterla incinta se ne avessero il permesso. 
Un giorno, entrando in un negozio d'antiquariato, rimane insospettito da una donna che acquista furtivamente un trenino e, dunque, la segue fino alla sua casa fatiscente; al suo interno, scopre che ha una bambina di nome Melanie. L'uomo le chiede perché abbia scelto di crescere una bambina in tali condizioni e lei spiega che l'ha fatto perché, con la sua curiosità e gioia infantile, la figlia ha illuminato la sua vuota vita immortale; in seguito, la donna cerca di ucciderlo ma Briggs, che ormai simpatizza per i ribelli, le risparmia entrambe e se ne va. 
Tuttavia, uscendo dalla casa, incontra una sua collega, Pentle, che intuisce cosa Briggs abbia fatto: entrambi estraggono la pistola (Pentle per giustiziare un traditore; Briggs per impedire che, dopo averlo giustiziato, la donna uccida anche la bambina) e si sparano, uccidendosi a vicenda.

## Snow nel deserto
- Titolo originale: Snow in the Desert
- Diretto da: Leon Berelle, Dominique Boidin, Remi Kozyra, Maxime Luere
- Scritto da: Philip Gelatt
- Tratto dall'omonimo racconto di Neal Asher (Neve nel deserto)

### Trama
Un uomo albino chiamato Snow vaga per un pianeta arido. Viene braccato dal mercante Baris per la sua fisiologia unica che gli garantisce un'abilità rigenerativa che lo rende praticamente immortale. In un bar, tre cacciatori di taglie lo intercettano. Snow sopravvive a malapena all'alterco, ma una donna di nome Hirald gli salva la vita. Di notte, quest'ultima visita il campo di Snow per esprimere la sua intenzione di viaggiare con lui. Quindi, rivela di essere un agente inviato dalla Earth Central Intelligence e chiede a Snow tornare con lei sulla Terra in modo che si possa studiare la sua fisiologia per il bene superiore. Hirald scopre presto che la moglie di Snow si è suicidata più di un secolo prima a causa della sua mancanza di invecchiamento; i due poi fanno l'amore. Gli scagnozzi di Baris tendono un'imboscata al nascondiglio di Snow, ma l'uomo li finisce con l'aiuto di Hirald. Baris, quindi, spara e apparentemente uccide Hirald; tuttavia, questa si riprende e lo uccide. Hirald si rivela quindi essere un cyborg. A seguito di un incidente passato, il suo cervello umano e il suo sistema nervoso sono stati impiantati in un corpo artificiale, rendendola praticamente immortale come Snow. I due legano nella loro solitudine e nel desiderio di trovare l'amore nella loro immortalità.

## L'erba alta
- Titolo originale: The Tall Grass
- Diretto da: Simon Otto
- Scritto da: Philip Gelatt
- Tratto dall'omonimo racconto di Joe Lansdale

### Trama
Un uomo viaggia su un treno che sta attraversando una prateria. Una frenata interrompe bruscamente la corsa del mezzo. L'uomo, chiedendosi il perché della brusca frenata, decide di scendere e chiede spiegazioni al capotreno. Quest'ultimo gli rivela che si tratta di una fermata per permettere alla locomotiva di recuperare vapore. Il protagonista approfitta della pausa per fumare una sigaretta e, rivolgendo lo sguardo alla sconfinata prateria, nota delle luci provenire dall'erba alta. Incuriosito, nonostante le raccomandazioni del capotreno, decide di avventurarsi tra la fitta vegetazione per scoprire cosa si celi dietro la fonte luminosa. Scopre delle creature aberranti che cercano di aggredirlo, ma viene soccorso dallo stesso che in precedenza gli aveva intimato di non allontanarsi. Incredulo, mentre il treno riprende il suo viaggio, l'uomo fissa per l'ultima volta quelle luci, forse provenienti da un altro mondo.

## Era la notte prima di Natale
- Titolo originale: All Through the House
- Diretto da: Elliot Dear
- Scritto da: Philip Gelatt
- Tratto dall'omonimo racconto di Joachim Heijndermans

### Trama
Durante la notte della Vigilia di Natale, Leah, una bambina, sveglia il fratellino più piccolo, Billy, dopo aver sentito dei rumori provenire dal piano terra. Presumendo si tratti di Babbo Natale, i due scendono al piano di sotto e si nascondono. La bambina, alzando lo sguardo, nota l'ombra dell'omone che si gira verso un tavolo con sopra biscotti e un bicchiere di latte come da tradizione. Improvvisamente una specie di lingua proveniente dall'ombra beve il latte e prende il piatto con i biscotti. Una creatura viscida e con grossi denti affilati si rivela, sposta le poltrone dalle quali si nascondevano i bambini e si avvicina a loro odorandoli. Il mostro poi, rigurgita dei pacchi regalo contenenti gli oggetti che i due desideravano e li saluta, raccomandandoli di continuare a fare i bravi. Tornati a letto, Leah chiede a Billy cosa sarebbe successo se avessero fatto i cattivi.

## La cabina di sopravvivenza
- Titolo originale: Life Hutch
- Diretto da: Alex Beaty
- Scritto da: Philip Gelatt
- Tratto dall'omonimo racconto di Harlan Ellison (Stazione di soccorso)

### Trama
Due astronauti fanno un brusco atterraggio su un pianeta disabitato: uno dei due si vede che sta per morire, mentre l’altro riesce a raggiungere la cabina di sopravvivenza. Avvia dunque la rete di comunicazione, ma la robotica di manutenzione non funziona, anzi, entra in avaria. Viene però fortunatamente distratta dal casco del pilota, il quale, ferito in maniera grave, sviene. L’uomo si ricorda quindi di come sia finito su quel pianeta, per combattere una guerra contro degli esseri robotici extraterrestri dotati di armi laser. Al suo risveglio trova ancora il robot in avaria che tenta di ucciderlo, ma fortunatamente, capendo che il robot stesso attacca solo ciò che si muove, recupera la sua torcia e dirige il fascio luminoso in maniera tale che il robot si attacchi da solo, rimanendo senza gambe. L’uomo ha quindi la meglio sul robot. Invia il segnale di soccorso, prende il kit di prima sopravvivenza per curarsi la ferita e risponde “puoi dirlo forte” mentre il computer della cabina di soccorso continua a dire “allarme, avaria al robot di manutenzione”.
- Cast: Michael B. Jordan

## Il gigante affogato
- Titolo originale: The Drowned Giant
- Diretto da: Tim Miller
- Scritto da: Tim Miller
- Tratto dal racconto Il gigante annegato di J. G. Ballard

### Trama
Dopo una tempesta un gigante viene ritrovato sulla spiaggia di una cittadina: il fenomeno attira talmente tanta gente da attirare anche un gruppo di scienziati, uno dei quali narra la storia. Si trattava di un giovane dall’aspetto umano, dal fascino gentile, con temperamento modesto, al cui confronto lo scienziato e le altre persone sulla spiaggia erano copie minuscole e imperfette. Da lontano sembrava semplicemente stesse dormendo, per lo scienziato il gigante infatti era ancora vivo, nonostante le persone che si accalcavano su di lui. Così con il passare del tempo, tre giorni dopo, lo scienziato torna sulla spiaggia e viene incaricato del controllo degli studi riguardanti il gigante stesso. Giorno dopo giorno la vicinanza all’acqua fanno invecchiare e decomporre il corpo, motivo per cui lo scienziato ha il coraggio di salirvi sopra, con i suoi piedi. E scopre che il gigante, ormai come una nave arenata a riva, è oggetto di amputazioni, murales, e altri maltrattamenti. Quindi, quando dopo giorni vede che la testa del gigante è stata rimossa, lo scienziato prova quasi sollievo. Col passare delle settimane lo scienziato racconta come quel che rimane del corpo rende il gigante sempre meno umano, e quindi meno interessante per la gente. Dopo mesi da questo accadimento, quando ormai nessuno in città sembra più ricordare il fatto, riappaiono pezzi del corpo del gigante, molti dei quali ossa. L’immenso pene del gigante diventa attrazione principale del “museo di un circo itinerante nel litorale nord-ovest”, anche se descritto come appartenente a una balena. Gli stessi resti ossei rimasti sull’isola vengono ricordati da tutti come resti di un mostruoso animale marino, mentre solo lo scienziato sembra ricordarsi dell’esistenza del gigante stesso e, quasi, sperare in una sua rinascita.